# François Michel
Pour les articles homonymes, voir Michel et François Michel (homonymie).
François Michel (1914-1944) fut, pendant la Seconde Guerre mondiale, un agent secret français du Special Operations Executive.

## Identités
- État civil : François Gérard Michel
- Comme agent du SOE, section F :
  - Nom de guerre (field name) : « Jacques »
  - Nom de code opérationnel : DISPENSER (en français PHARMACIEN)
  - Nom (au recrutement ?) : Frank Mitchell

Parcours militaire : SOE, section F, General List ; grade : lieutenant ; matricule : 294434.

## Famille
- Ses parents : Raymond H. et Jeanne Michel, Paris, France

## Éléments biographiques
François Michel naît le 19 décembre 1914, en France. Il réside à Londres NW.
Il est recruté par le SOE.
Mission en France
Définition de la mission : il vient comme instructeur en sabotage, pour le réseau ARCHDEACON de Frank Pickersgill « Bertrand ».
À Londres, la section F semble ignorer que le réseau est mort-né depuis trois mois, et que les Allemands, après avoir récupéré le poste radio de John Macalister « Valentin » au moment de son arrestation le 21 juin 1943, ont engagé un jeu radio avec Londres.
Un avion le dépose en France, dans la nuit du 21 au 22 septembre 1943. Il est arrêté le 23 à Paris.
Déporté à Flossenbürg, il y est exécuté entre le 1er et le 15 juin 1944. Il a 29 ans.

## Reconnaissance

### Distinction
- France : chevalier de la Légion d'honneur,

### Monuments
- En tant que l'un des 104 agents du SOE section F morts pour la France, François Michel est honoré au mémorial de Valençay (Indre).
- Mémorial de Bayeux, France, panneau 19, colonne 1.
- Musée du camp de Flossenbürg : une plaque, inaugurée le 22 juillet 2007, rend hommage à François Michel parmi quinze agents du SOE exécutés.